# Waterskiën

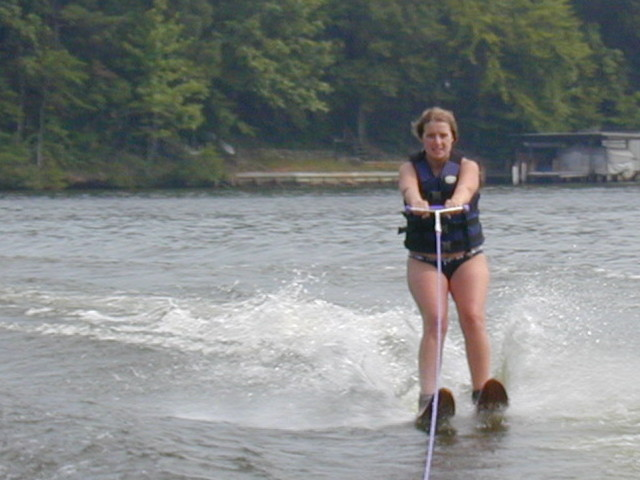
Recreationeel waterskiën

Waterskiën is een watersport waarbij een skiër door mechanische trekbeweging (meestal door een boot, soms door een kabelskibaan) op ski's of blote voeten over het water voort getrokken wordt.

## Geschiedenis
Reeds in 1841 kreeg een Zweedse fabrikant een patent op het fabriceren van waterski's, het is echter onduidelijk of dit ooit is uitgevoerd.
Het echte waterskiën is volgens de Amerikaanse waterskibond pas begonnen in 1922 toen de 18-jarige Ralph Samuelson twee planken als ski's gebruikte en een waslijn als touw in Lake City (Minnesota). De sport bleef de eerste jaren onbekend tot Samuelson in verschillende Amerikaanse staten shows begon te geven. Samuelson staat bekend als koploper in veel waterskidisciplines.
Katherine Lomerson uit Union Lake, Michigan staat bekend als eerste vrouw die begon met waterskiën, in 1924.
In Vlaanderen en Nederland wordt de sport beoefend door duizenden recreanten en wedstrijdskiërs die voornamelijk in Nederland georganiseerd zijn in de Nederlandse Waterski Bond (NWB) en in Vlaanderen in de WSV. De eerste vermelding in Nederland is in 1928 en gaat over ski-lopen. In 1938 wordt waterskiën onder de naam 'planking' aan het strand in Zandvoort gezien als 'een watersportsensatie van den eersten rang'.

## Techniek
Waterskiën begint traditioneel met een "diepwaterstart". De skiër gaat met zijn ski's het water in (knieën gebogen/armen gestrekt), met beide punten van de ski's boven water en het touw er midden in.
Men kan ook een zitstart of springstart doen. Bij een zitstart gaat men neerzitten op de rand van de steiger en steekt men de ski's al in het water.
Om veiligheidsredenen is het belangrijk dat er nog een derde persoon aanwezig is. Deze persoon, beter bekend als de opzichter of copiloot, houdt de skiër in de gaten en verzorgt de communicatie tussen de skiër en de piloot. Deze communicatie gebeurt via handsignalen (bijvoorbeeld: duim omhoog/omlaag betekent respectievelijk sneller/trager).

## Gevaar
Op 25 november 2013 overleed wereldkampioene waterskiën Sarah Teelow, de dochter van tweevoudig wereldkampioene Tania Teelow als gevolg van een ongeval bij een race op de Hawkesbury-rivier in Australië.

## Vormen

### Figuurskiën
In Figuurskiën (in het Engels: Trick Ski) wordt gebruikgemaakt van een of twee zeer korte ski's zonder vinnen. Dit zorgt voor veel bewegingsvrijheid waardoor speciale bewegingen gemaakt kunnen worden.
Veel bewegingen maken gebruik van een speciaal touw waarin één voet geplaatst kan worden. Op deze manier kan geskied worden zonder handen en steunend op één voet. Dit wordt ook wel cord-au-pied genoemd, een Franse term die letterlijk: 'touw aan voet' betekent.
Ondanks deze bewegingen behoort figuurskiën tot het klassiek skiën.
In competitie hebben de skiërs twee keer 20 seconden tijd om hun bewegingen uit te voeren. Elke beweging (trick) heeft een vaste puntenwaarde die wordt toegekend bij een succesvolle uitvoering. Vanzelfsprekend is de winnaar degene met het grootste puntenaantal.

### Slalomskiën
In waterski-termen betekent slalomski het skiën met slechts één ski (ook wel monoski genoemd). Hierbij worden beide voeten in één lijn op de ski geplaatst, beide voorwaarts gericht.
Vanzelfsprekend is slalomski een stuk moeilijker en vraagt het een betere stabiliteit. Daarom leert men gewoonlijk eerst met twee ski's skiën om dan over te gaan naar één ski.

### Wedstrijdslalomskiën
In wedstrijdslalomskiën moet er in een parcours van kleine balvormige boeien geslalomd worden.
Dit bestaat uit een paar boeien die een ingangspoort vormen waar tussen geskied moet worden, zes boeien waar rond geskied moet worden en een paar boeien als uitgangspoort waar opnieuw moet worden tussen geskied. De zes doelboeien zijn opgesplitst in twee keer drie boeien die aan weerszijden van de vaarroute liggen.
De bedoeling is om met een zo hoog mogelijke snelheid aan een zo kort mogelijk touw door het parcours te skiën.
Eerst wordt de snelheid opgedreven tot 58 km/h voor mannen en 55 km/h voor vrouwen, waarna het touw, dat standaard 18,25 meter is, ingekort wordt.
De winnaar is degene die rond de meeste boeien kan skiën aan een zo kort mogelijk touw.
Dit touw is in topcompetitie vaak korter dan de afstand van de boei tot het centrum, het vereist dan veel techniek om alsnog rond de boei te kunnen skiën.

### Schansspringen
Schansspringen wordt uitgevoerd op twee lange ski's gelijkaardig aan gewone waterski's, maar met speciale staartvinnen die korter en breder zijn, zodat ze niet beschadigd raken als de skiër over de schans gaat. Het is de bedoeling om zo ver mogelijk te springen.
De boot vaart hierbij met een vaste snelheid en de skiër moet zelf zijn snelheid verder opbouwen door aan te snijden naar de schans (ook wel: de Cut).
Professionals halen hierbij tot 75-80 meter en snelheden tot meer dan 100 km/h.
Voorwaarde voor een succesvolle sprong is het verder kunnen skiën na de landing.
In showskiën maakt men ook vaak gebruik van een schans, maar dan is het niet zozeer de afstand die telt, maar wel de tricks.
Bekende tricks zijn een helikopter (360° draaien) een gainer (backflip) of frontflip, soms met meerdere mensen en verschillende combinaties.

### Raceskiën

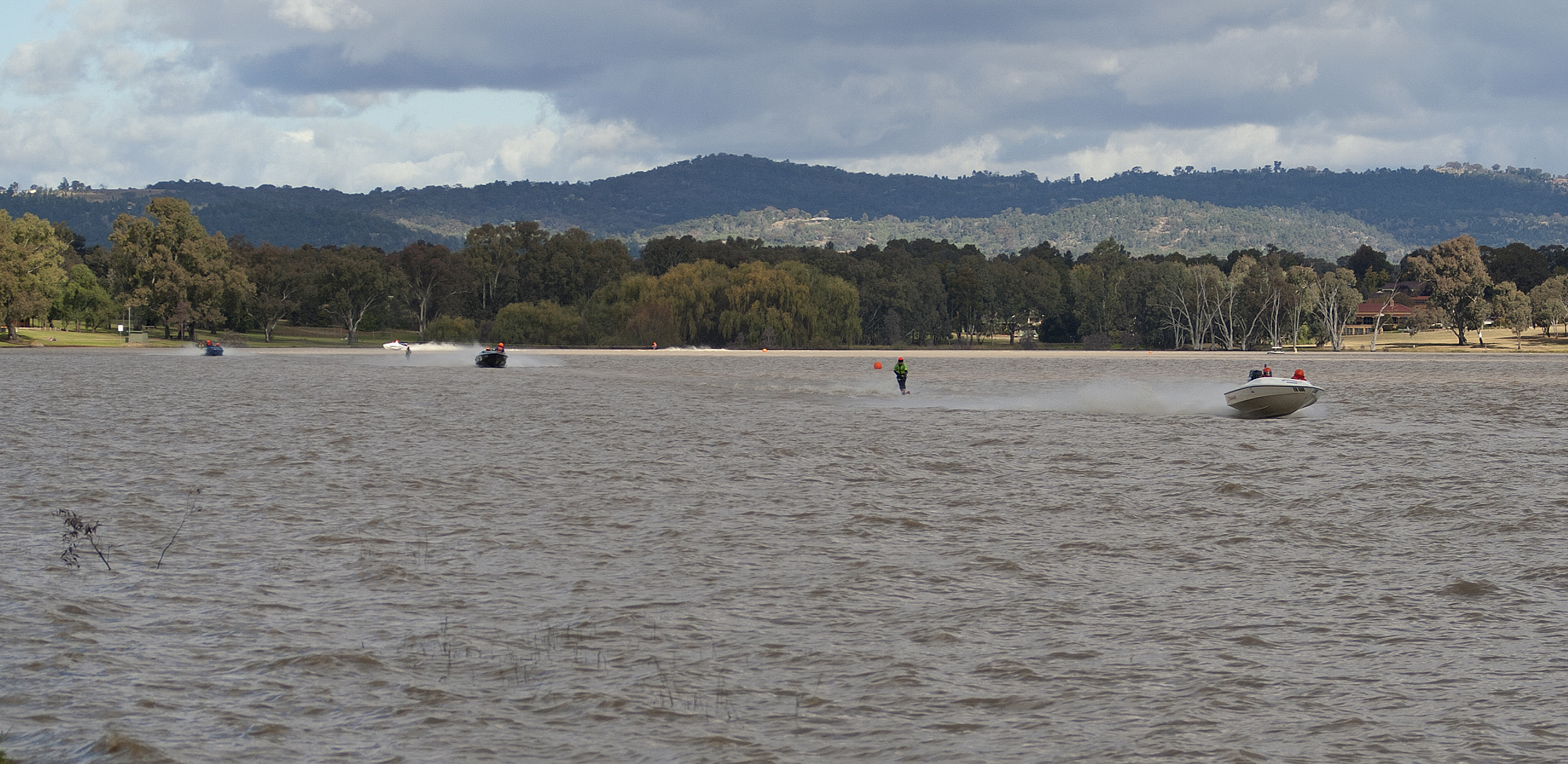
Waterskirace

In het waterskiracen moeten een aantal skiërs een parcours afleggen, zoals in Formule 1. Dit is de snelste vorm van waterskiën.
Een team bestaat uit een piloot, copiloot en één of twee skiërs. Raceskiën wordt normaliter uitgevoerd met één lange ski (2 - 2,5 meter).
Een race kan bestaan uit een bepaalde afstand of tijd, gaande van enkele minuten tot meer dan een uur.
De gemiddelde snelheden liggen rond de 150–160 km/h.

### Showski
Een waterskishow bestaat gewoonlijk uit animatie op en rond het water. De nummers bestaan uit een mix van ongeveer alle disciplines uit het waterskiën gebracht als complete act met muziek, kostuums enz.
Populaire nummers zijn het schansspringen, ballet, de piramide en het clownnummer. Dit laatste is een bijna altijd terugkerende waarde in een show, waarbij een meestal goede skiër de rol speelt van een beginnende skiër die als een kluns over het water gaat.
Waterskishows worden gegeven voor algemeen entertainment op een evenement of bijvoorbeeld een pretpark. Er zijn echter ook competities tussen verschillende showteams waarbij een jury punten geeft op de moeilijkheid van de nummers, de originaliteit, de respons van het publiek, enz.

### Blootvoets skiën

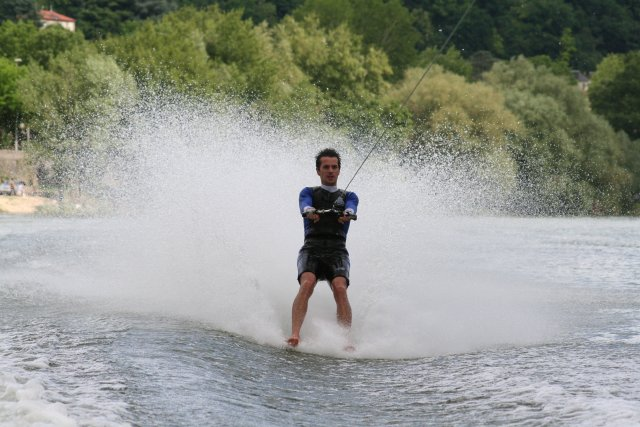
Blootvoets skiën

In deze tak van het skiën wordt er zonder ski's, op de blote voeten geskied bij hoge snelheid. Dit is een moeilijke discipline die veel ervaring en stabiliteit vereist.

## Bekende waterskiërs
- Kate Adriaensen
- Marc Avella
- Buby Bertels
- Danny Bertels
- Dimitri Bertels
- Peter Bertels
- Yolanda Bonestroo
- Leanne Brown
- Nikki Carpenter
- Bruno Cassa
- Carlo Cassa
- Guy de Clercq
- Sammy Duvall
- Stefano Gregorio
- Miriam Grignani
- Ben Gulley
- Elisabeth Hobbs
- Sylvie Hülsemann
- Darren Kirkland
- Tommy Klarenbeek
- Tim Lisens
- Kim Lumley
- Robin Mariën
- Patrice Martin
- Steven Moore
- Debbie Nordblad
- Ann Procter
- Billy Rixon
- Stephen Robertson
- Micha Robijn
- Werner Smolderen
- Willy Stähle
- Steven Van Gaeveren
- Dave Vansteelant
- Kenny Weckx